# Dan Jinks
Dan Jinks (...) è un produttore cinematografico statunitense.
Assieme all'amico e socio Bruce Cohen ha fondato la Jinks/Cohen Productions, vincitore di un Oscar al miglior film per American Beauty.
Tra gli altri film da lui prodotti, vi sono Il collezionista di ossa, Abbasso l'amore, Big Fish - Le storie di una vita incredibile, The Forgotten, The Nines e Milk, questl'ultimo candidato all'Oscar come miglior film.

## Filmografia

### Cinema
- Niente da perdere (Nothing to Lose), regia di Steve Oedekerk (1997)
- Il collezionista di ossa (The Bone Collector), regia di Phillip Noyce (1999)
- American Beauty, regia di Sam Mendes (1999)

- Abbasso l'amore (Down with Love), regia di Peyton Reed (2003)
- Big Fish - Le storie di una vita incredibile (Big Fish), regia di Tim Burton (2003)
- The Forgotten, regia di Joseph Ruben (2004)
- The Nines, regia di John August (2007)
- Milk, regia di Gus Van Sant (2008)

### Televisione
- Hate, regia di Paris Barclay - film TV (2005)
- Traveler - serie TV, 8 episodi (2007)
- Side Order of Life - serie TV, 13 episodi (2007)
- Pushing Daisies - serie TV, 22 episodi (2007-2009)
- Emily Owens, M.D. - serie TV, 13 episodi (2012-2013)
- LFE, regia di David Slade - film TV (2015)
- I Shudder, regia di Michael Patrick Jann - film TV (2016)
- Drew, regia di James Strong - film TV (2016)